# Johannes Antonius de Kok
Johannes Antonius (Jan) de Kok, O.F.M. (Den Haag, 28 augustus 1930) is een Nederlands geestelijke die van 15 januari 1982 tot 27 augustus 2005 hulpbisschop was van het rooms-katholieke aartsbisdom Utrecht. Hij is titulair bisschop van Trevico. Als wapenspreuk koos hij: Communicantes in fidelitate (Deelgenoten in trouw).

## Loopbaan
Jan de Kok is lid van de orde der minderbroeders. Hij volgde zijn gymnasium bij de jezuïeten in Den Haag (Aloysius College). Zijn geloften bij de franciscanen legde hij af in 1950. De Kok ontving zijn priesterwijding op 11 maart 1956.
Hij studeerde Letteren in op de Katholieke Universiteit Nijmegen en promoveerde bij L.J. Rogier. Hij doceerde zijn vak aan de toenmalige Katholieke Theologische Hogeschool te Utrecht.
In 1982 werd hij, tegelijk met de Utrechtse deken Johannes Bernardus Niënhaus, verzocht hulpbisschop van Utrecht te worden als rechterhand van kardinaal Willebrands, en beiden ontvingen uit handen van laatstgenoemde de bisschopswijding op 6 maart van dat jaar, met ook Willebrands' voorganger Bernardus Alfrink en De Koks medebroeder Rudolf Staverman als medeconsecrators.
Sinds zijn emeritaat in 2005 houdt hij zich bezig met het archief van de franciscanen in Nederland en publiceerde hij een lijvige biografie Acht eeuwen minderbroeders in Nederland - Een oriëntatie (Hilversum, Uitgeverij Verloren, 2007). Onder de vele eerder verschenen kerkhistorische publicaties van De Kok kan nog worden vermeld: Drie eeuwen Westeuropese kerkgeschiedenis: 1680 tot heden.